# Kalakukko

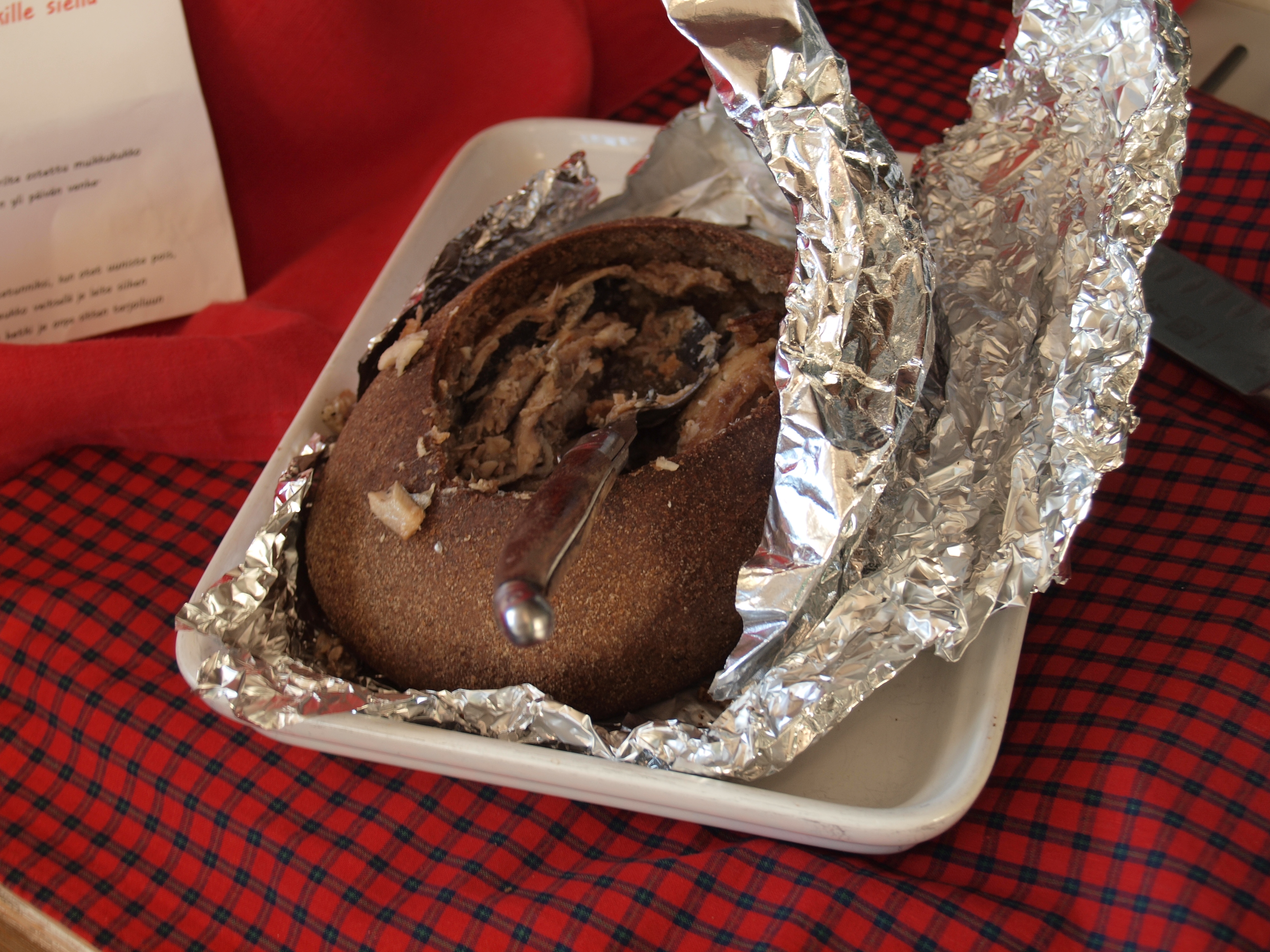
Öppnad kalakukko.

Kalakukko är en traditionell östfinsk maträtt från Savolax. På grund av tillagningssättet kallas den ibland "världens äldsta konserv". Fisk (vanligtvis siklöjor) eller kålrot täcks av ett deghölje av råg, varvas med fläsk och ugnsbakas därefter i flera timmar.  2002 beviljades kalakukko EU-skyddet Garanterad traditionell specialitet (GTS).
Världens äldsta konserveringsmetod är torkning och syrning. I Norden har det ugnsbakats maträtter sedan 1400-talet, men vanlig blir ugnsbakningen först när vedspisen införts, kring  mitten och slutet av 1800-talet. Maträtten kan hålla uppemot sex veckor och har en smak som kan upplevas som ovanlig, för den som inte ätit den tidigare. Ett vanligt tillbehör är kärnmjölk eller filmjölk.

## Etymologi
Det finns olika teorier om namnet "kalakukko" som fritt översatt betyder "fisktupp". Namnet kan möjligen tolkas som "fiskbörs", fisken göms och förvaras i sitt hölje som i en börs (finska: kukkaro).

## Lagstiftning om kalakukko
År 2010 ändrade det finländska Jord- och skogsbruksministeriet lagstiftningen gällande  tillverkningen och saluförandet av kalakukko.Exempel på bestämmelser kring kalakukko finns i Eviras anvisning 16021/2/sv, Tillsynen över tillredning och försäljning av kalakukko.

## Hanna Partanens kalakukkobageri
Hanna Partanens (1891–1969) kalakukkobageri i Kuopio i Norra Savolax var på sin tid Finlands mest kända kalakukkobageri. Bland berömda gäster har varit amerikanska och sovjetiska presidenter samt Finlands president Urho Kekkonen. Kalakukko bakas hantverksmässigt och av finska råvaror än idag i samma, centralt belägna lokal på Kaserngatan 15 i Kuopio. Verksamheten som drivs av Hannas sonson Lauri Partanen, och som bär Hanna Partanens namn sysselsätter 10-20 personer, beroende på säsong.

## Bildgalleri

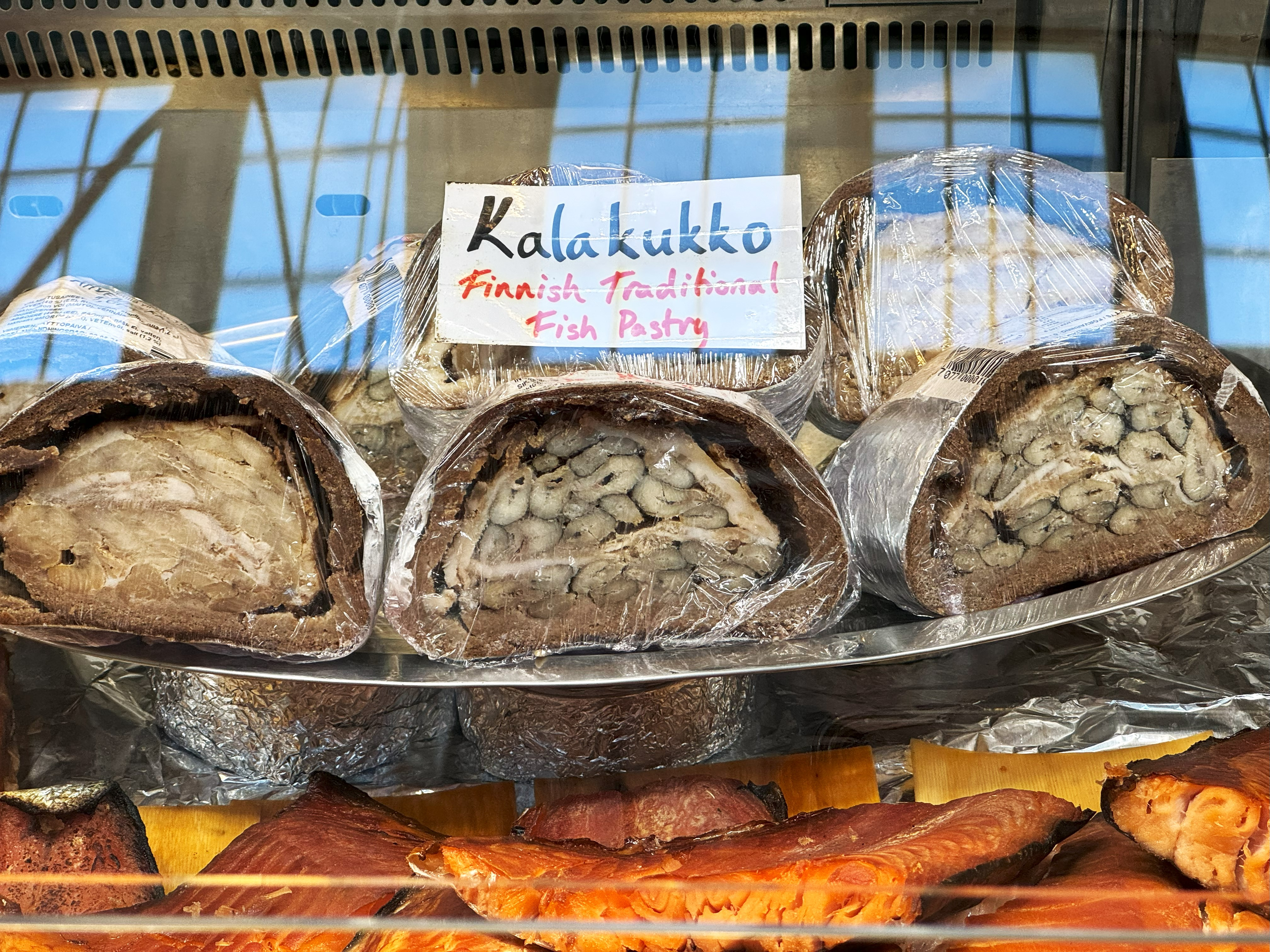
Kalakukko i Gamla Saluhallen i Helsingfors
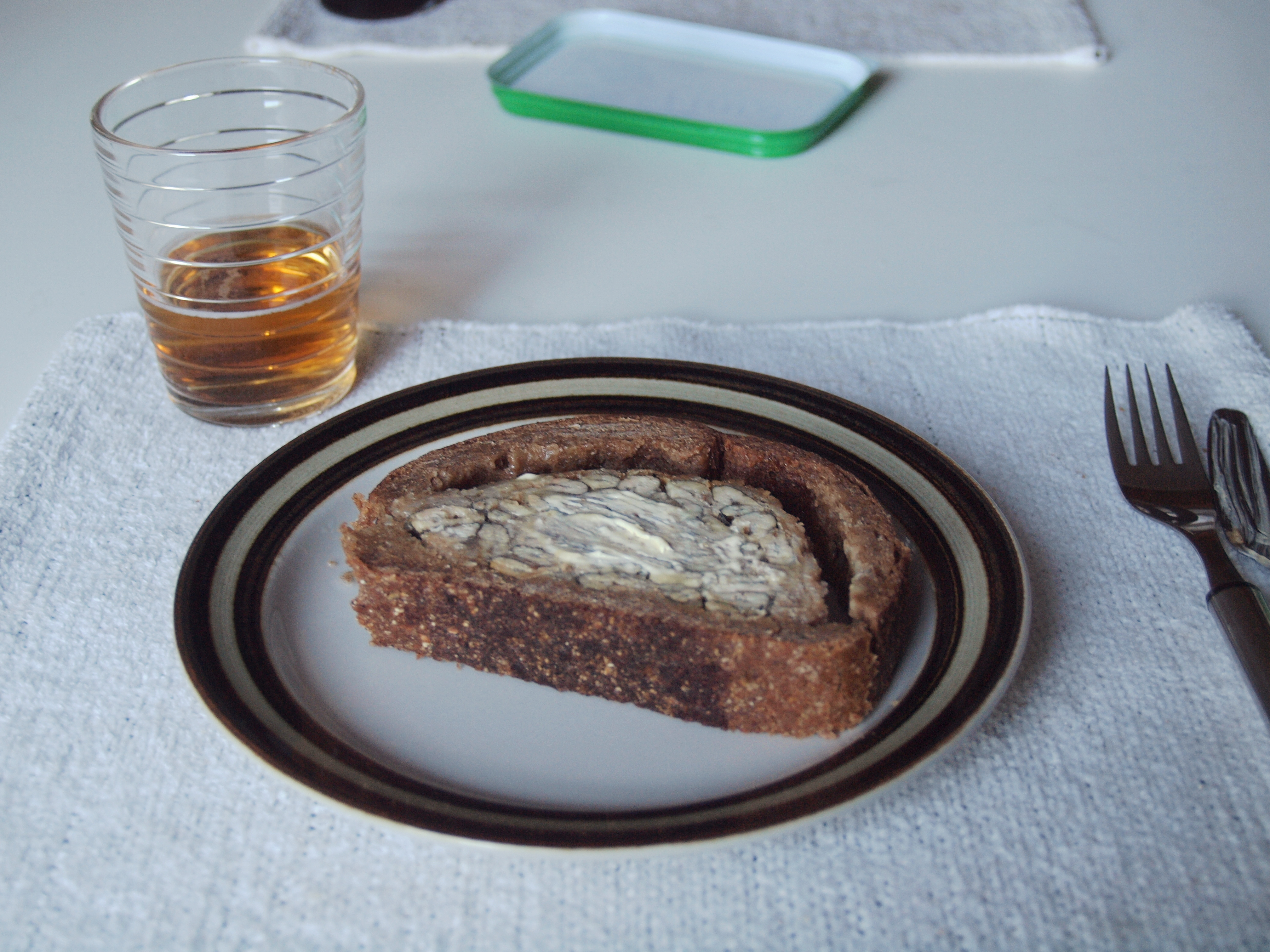
Skivad kalakukko med smör
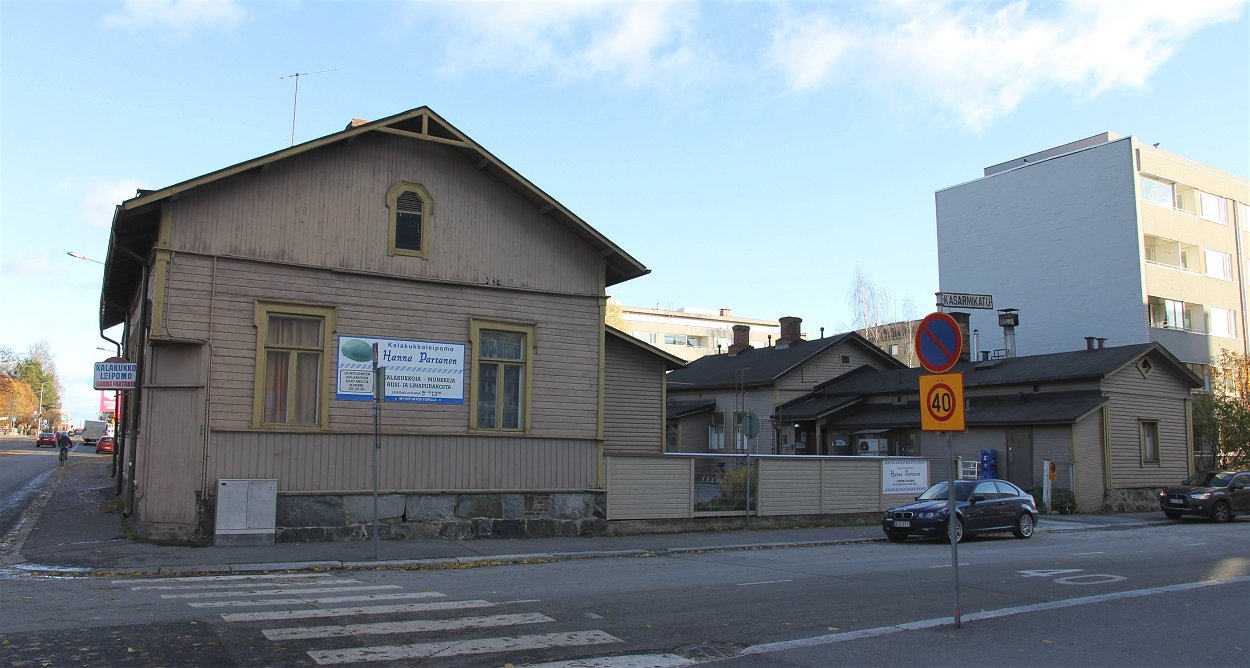
Hanna Partanens kalakukkobageri, Kaserngatan 15 i Kuopio, 2015